# Lich (gwiazda)

Plakat NASA

Lich, PSR B1257+12 – pulsar milisekundowy, odległy od Ziemi o 2,300 lat świetlnych, wokół którego krążą pierwsze odkryte planety pozasłoneczne. Układ składa się z gwiazdy centralnej – pulsara – i trzech planet odkrytych przez polskiego astronoma, Aleksandra Wolszczana.

## Nazwa
Nazwa własna gwiazdy, Lich, nie jest nazwą tradycyjną, lecz została wyłoniona w publicznym konkursie. Wywodzi się ona od licza, fikcyjnej nieumarłej istoty potrafiącej kontrolować innych nieumarłych poprzez magię. Jest to nawiązanie do pulsara, będącego gwiazdą która „umarła”, ale wciąż świeci. Nazwy te zaproponowali pracownicy Planetarium Südtirol Alto Adige (Włochy).

## Pulsar
Lich znajduje się w gwiazdozbiorze Panny. Jest to gwiazda neutronowa o średnicy ok. 20 kilometrów oraz masie zbliżonej do masy Słońca. Pozostała ona po eksplozji supernowej kilkaset milionów lat temu. W ciągu jednej sekundy pulsar obraca się wokół własnej osi 160 razy (częstotliwość 160 Hz co daje okres obrotu 6,25 milisekundy), wysyłając w kosmos impulsy promieniowania radiowego. Źródłem fal jest niezwykle silne pole magnetyczne gwiazdy. Regularność emisji sygnałów dorównuje precyzją zegarom atomowym. Jakiekolwiek zaburzenie zachowania pulsara może zostać dostrzeżone dzięki obserwacji przez radioteleskop.

## Układ planetarny
W roku 1992 Aleksander Wolszczan oraz Dale Frail zauważyli, że ruch PSR 1257+12 ulega dziwnym zakłóceniom. Aby wyjaśnić nieregularności w ruchu „kosmicznej latarni” sformułowali hipotezę, że na ruch gwiazdy wpływają okrążające ją planety. Ówcześni astronomowie sądzili, że planety mogą krążyć wyłącznie wokół gwiazd ciągu głównego, podobnych do Słońca. Eksplozja supernowej, która prowadzi do powstania pulsara, powinna zniszczyć planety. Dodatkowe wątpliwości budziły wcześniejsze badania nad pulsarem PSR 1829-10, który też miał posiadać planety. Okazało się, że taka hipoteza wynikała z błędnie przeanalizowanych danych. Dokładne badania PSR 1257+12 wykazały jednak, że Wolszczan oraz Frail mieli rację i pulsar ma układ planetarny.
Postawiono hipotezę, zgodnie z którą planety tego układu były niegdyś gazowymi olbrzymami, podobnymi do Jowisza. W wyniku eksplozji supernowej, utraciły one swoje atmosfery oraz opadły na niższe orbity, na skutek hamowania w dysku gazu. W efekcie wokół pulsara pozostały tylko skaliste globy skąpane w jego promieniowaniu.
Nowsza hipoteza głosi, że planety mogły utworzyć się z gazu i pyłu, który skondensował się wokół pulsara z pozostałości pozostawionych przez supernową. Proces ten mógł przebiegać analogicznie do formowania się układów planetarnych wokół gwiazd ciągu głównego.
Wolszczan oznaczył odkryte planety literami od A do C według wzrastającej odległości od pulsara. W późniejszych latach dla odkrywanych planet przyjęto oznaczanie ich począwszy od litery b według czasu odkrycia, bądź odległości od gwiazdy centralnej. Obecnie planety tego układu noszą nazwy własne:
Podejrzewane było także istnienie czwartego obiektu, oznaczonego PSR 1257+12 D (e). Jego natura nie była pewna: początkowo spekulowano, że jest to gazowy olbrzym krążący po dalekiej orbicie, później, że to mały lodowy obiekt typu komety. Ostatecznie stwierdzono, że analizowany sygnał nie ma charakteru periodycznego i wiąże się z zachowaniem samego pulsara, a nie orbitującym ciałem.

## Warunki na planetach

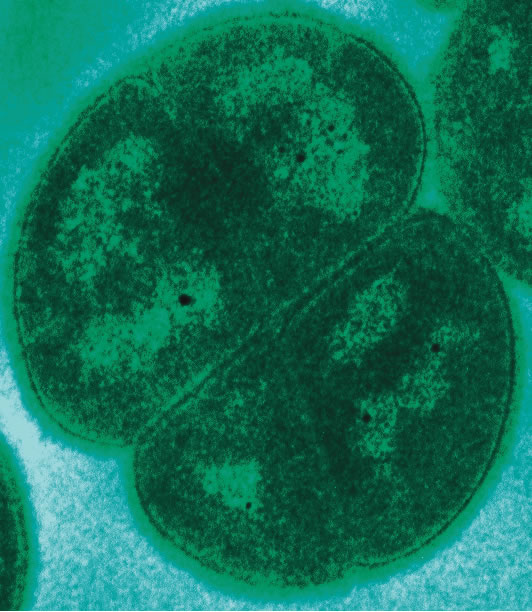
Bakteria Deinococcus radiodurans jest niezwykle odporna na promieniowanie jonizujące

Warunki panujące na planetach pulsara są niezwykle egzotyczne. Dwie z nich mają masy zbliżone do Ziemi, ale krążą dosyć blisko gwiazdy. Jej pole magnetyczne jest źródłem promieniowania mikrofalowego, dodatkowo rozpędza cząstki elementarne niczym akcelerator cząstek. Na planety spada ciągły deszcz rozpędzonych do wielkich prędkości jonów. Promieniowanie jonizujące na powierzchni jest zabójcze dla znanych nam form życia.
Jednak życie potrafi przetrwać w głębinach oceanów chronione przez kilometry wody lub lodu. Nawet na powierzchni mogą istnieć organizmy czerpiące energię z zabójczej dla nas radiacji. Cząsteczki DNA zostałyby bardzo szybko zniszczone w takim środowisku. Na Ziemi bakterie Deinococcus radiodurans potrafią przetrwać bez żadnego uszczerbku dawkę promieniowania jonizującego 500 razy większą niż zabójcza dla człowieka. Tak wielka odporność znanych ludziom form życia budzi nadzieję, że ewolucja na innych planetach mogła stworzyć organizmy zdolne do przeżycia nawet w promieniach pulsara.